# Réserve nationale de Shaba
La réserve nationale de Shaba est une aire protégée dans le nord du Kenya à l'est des réserves nationales de Samburu et de Buffalo Springs. Ensemble, les trois réserves forment une vaste zone protégée. 
La réserve nationale de Shaba offre des paysages spectaculaires, comprenant des forêts bordant des rivières, des forêts éparses et des prairies sèches dominées par le volcan Shaba Hill. La faune abondante se concentre autour des points d'eau et des marais dispersés dans toute la réserve. La réserve de Shaba abrite le zèbre de Grévy, une espèce en voie de disparition et l'alouette de Williams. L'endroit aurait servi de cadre pour le tournage de scènes de plusieurs films tels "Born Free" (Vivre libre) d'après le roman de Joy Adamson qui y a vécu ses dernières années, Out of Africa (Souvenirs d'Afrique), To Walk with Lions (en) de même que pour la troisième saison de l'émission de téléréalité Survivor. La réserve est également une destination populaire pour les touristes.